# Moskva (incrociatore)
Il Moskva (in russo Москва?; IPA: [mɐskˈva], ), fino al 2000 Slava (in russo Слава? ossia: "gloria"), è stato un incrociatore lanciamissili della classe Slava realizzato in Unione Sovietica ed entrato in servizio nel 1983. Dal 2000 al 2022 è stata la nave ammiraglia della Flotta del Mar Nero.

## Costruzione
La costruzione dell'incrociatore iniziò nel 1976 presso il cantiere navale intitolato ai 61 Comunardi di Nikolaev, odierna Mykolaïv in Ucraina, come capofila del Progetto 1164. Il varo avvenne nel 1979 e l'incrociatore entrò in servizio per conto della marina militare sovietica tra la fine del 1982 e l'inizio del 1983.

## Carriera

### ComeSlava
Nel 1989 fu utilizzato dalla delegazione sovietica guidata dal presidente Michail Gorbačëv per prendere parte al vertice di Malta col presidente statunitense George H. W. Bush, venendo ancorata al largo di Marsa Scirocco. Gli incontri del vertice si tennero tuttavia sulla nave da crociera Maxim Gorkiy.
Successivamente, tra il 1990 e il 1991, tornò a Nikolaev per subire alcuni lavori di ammodernamento che, tuttavia, si protrassero almeno fino al 1998 a causa della carenza di fondi.

### ComeMoskva
Fu reimmesso in servizio nell'aprile 2000 col nome di Moskva, rimpiazzando l'incrociatore della classe Kynda Admiral Golovko come ammiraglia della Flotta del Mar Nero. All'inizio dell'aprile 2003 il Moskva partì dalla base navale di Sebastopoli per effettuare una serie di esercitazioni nell'Oceano Indiano congiuntamente alla marina militare indiana.
Nell'ambito delle crescenti tensioni tra Russia e Georgia, sfociate poi nella seconda guerra in Ossezia del Sud, l'incrociatore fu dispiegato nell'agosto 2008 nel Mar Nero con compiti di protezione e dopo il riconoscimento da parte della Russia dell'indipendenza dell'Abcasia fu dislocato nel porto della capitale abcasa Sukhumi. Successivamente, nel dicembre 2009 fu sottoposto a revisione intermedia con la sostituzione degli impianti di raffreddamento e di altre attrezzature, oltre che a pulizia e ritinteggiatura dello scafo, delle eliche e degli assi propulsivi. Nell'aprile 2010 è stato riferito che l'incrociatore si sarebbe unito ad altre unità navali per un'altra esercitazione nell'Oceano Indiano.
Dal settembre 2015 l'incrociatore è stato dislocato nel porto di Tartus, in Siria, con una scorta di cinque navi e un sottomarino d'attacco, per svolgere un'azione di supporto all'intervento militare russo in favore delle forze governative siriane nell'ambito della guerra civile. Nel 2021 ha lanciato per la prima volta un missile antinave P-1000 Vulkan nell'ambito di un'esercitazione nel Mar Nero.

#### Invasione russa dell'Ucraina e affondamento

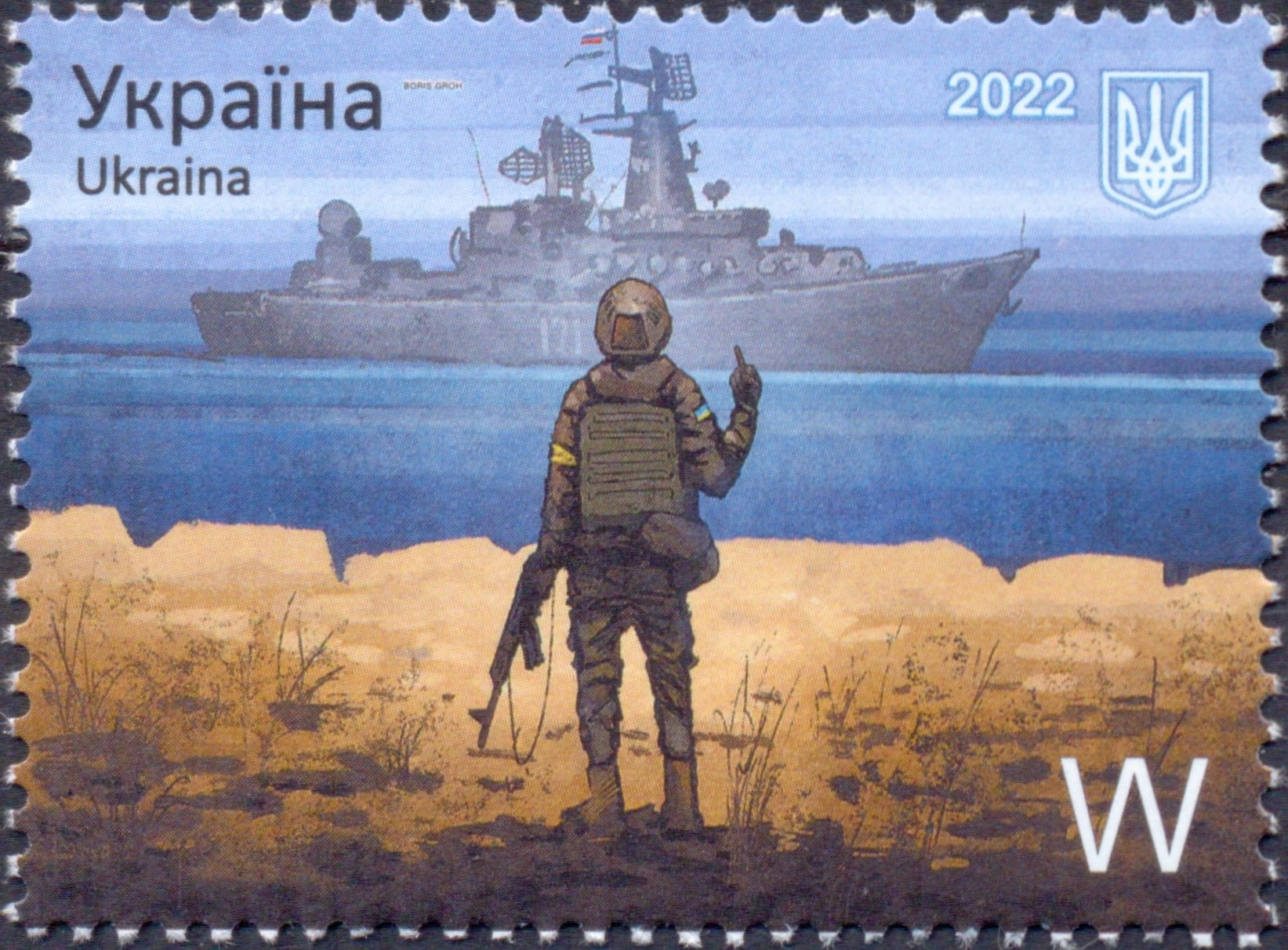
Francobollo ucraino emesso dopo l'affondamento del Moskova

Durante l'invasione russa dell'Ucraina del 2022, l'incrociatore è stato dispiegato nel Mar Nero insieme al resto della flotta lì basata, prendendo parte all'operazione di conquista dell'Isola dei Serpenti. Secondo quanto riportato dalla stampa locale, avrebbe preso parte anche ai blocchi navali di Odessa, Mykolaïv e Očakiv. Verso le sette di sera locali del 13 aprile, il consigliere presidenziale ucraino Oleksij Arestovyč e il governatore dell'oblast' di Odessa, colonnello Maksym Marčenko, hanno affermato che il Moskva era stato colpito da missili da crociera antinave di produzione ucraina del tipo R-360 Neptun, cosa successivamente confermata anche da un funzionario della difesa USA. Alle rivendicazioni ucraine il Ministero della difesa russo ha invece replicato affermando che si era verificata un'esplosione a bordo a causa di un incendio e che dopo l'evacuazione dell'intero equipaggio erano state messe in atto le operazioni per trainare la nave, gravemente danneggiata, in un porto sicuro.
Soltanto nella tarda serata del 14 aprile 2022 il Ministero della difesa russo ha infine confermato l'affondamento del Moskva, affermando che esso fosse stato causato dai gravi danni riportati dall'incrociatore e dalla tempesta che imperversava durante il traino a rimorchio verso Sebastopoli. L'emittente TRT World ha riportato le dichiarazioni del ministro della difesa lituano Arvydas Anušauskas secondo cui, di 485 membri dell'equipaggio (dei quali 66 ufficiali), 54 sarebbero stati tratti in salvo da una nave turca; mentre secondo Il'ja Ponomarëv, ex deputato russo della Duma di Stato, il comandante dell'unità, capitano di vascello Anton Kuprin era morto nell'esplosione.
Tuttavia, il giorno seguente, il ministero della difesa russo ha diffuso un video nel quale veniva mostrato il capo della Marina russa, ammiraglio Nikolaj Evmenov, mentre incontrava parte dell'equipaggio superstite in una caserma a Sebastopoli. Il comandante della nave, CV Kuprin, è comparso nel video diffuso dal canale televisivo militare Zvezda mentre assieme a Emenov passava in rassegna quelli che sarebbero i marinai del Moskva disposti su due ranghi di circa 120 uomini ciascuna. Ciò ha dato adito a diverse speculazioni sull’originalità del video che è infine risultato autentico. Ignoto il numero delle perdite, sebbene da parte russa viene indicato come tutto l’equipaggio, composto da un numero compreso tra i 485 e 510 uomini a seconda delle fonti, sia stato tratto in salvo e che la nave abbia subito solo un incendio. Nel frattempo però, sulle reti sociali russe, hanno iniziano ad apparire richieste d’informazioni con le foto dei dispersi.
Il relitto è stato infine individuato il 24 aprile 2022 grazie alle immagini satellitari ottenute col Sentinel-1 che, tramite il proprio Radar ad apertura sintetica, lo ha localizzato nel punto di coordinate geografiche: 44°55′12.07″N 31°29′33.54″E a circa 40-45 m di profondità.